# Hội chứng sợ phô mai
Hội chứng sợ phô mai hay Hội chứng sợ pho mát (Tiếng Anh:Turophobia) là bệnh mà người bị bệnh Hội chứng sợ phô mai thường liên hệ pho mát với một ký ức nào đó gây tổn thương. Từ pho mát cheddar đến mozzarella, những người bị bệnh Hội chứng sợ phô mai thường bỏ chạy khi nhìn thấy một lát pho mát.
Một số người có thể chỉ sợ một loại phô mai nhất định, trong khi một số người khác thì sợ tất cả các loại phô mai.